# Laneuville-à-Rémy
Laneuville-à-Rémy es una localidad y comuna francesa situada en la región de Gran Este, departamento de Alto Marne, en el distrito de Saint-Dizier y cantón de Wassy.

## Historia
Entre los años 1962 y 2012 pasó a formar parte de la comuna de Robert-Magny, que pasó a denominarse Robert-Magny-Laneuville-à-Rémy.

## Demografía
| Gráfica de evolución demográfica de Laneuville-à-Rémy entre 1800 y 2012 |
|                                                                         |

Los datos entre 1800 y 1968 se han cogido de la página francesa EHESS/Cassini. Los demás datos se han cogido de la página del INSEE.